# Ly khai ở Trung Quốc

Phạm vi lãnh thổ của triều đại nhà Thanh năm 1820

Ly khai ở Trung Quốc đề cập đến một số phong trào ly khai ở Cộng hòa Nhân dân Trung Hoa. Nhiều phong trào ly khai hiện nay ở Trung Quốc nảy sinh từ vấn đề sắc tộc của nước này. Một số lực lượng đã tạo ra các vấn đề dân tộc này bao gồm lịch sử, chủ nghĩa dân tộc, chênh lệch về kinh tế và chính trị, tôn giáo và các yếu tố khác. Trong lịch sử, Trung Quốc từng có căng thẳng giữa đa số người Hán và các nhóm dân tộc thiểu số khác, đặc biệt là ở các vùng nông thôn và biên giới. Trong lịch sử, các dân tộc cầm quyền khác, chẳng hạn như người Mãn Châu đầu triều đại nhà Thanh, cũng phải trải qua các vấn đề sắc tộc. Căng thẳng sắc tộc đã dẫn đến trong nước mất ổn định như cuộc bạo động Ürümqi tháng 7 năm 2009.

## Các khu vực ly khai

Những khu vực ly khai ở Trung Quốc (màu vàng)

### Hồng Kông
Năm 1997, Anh đã trao chủ quyền Hồng Kông cho Trung Quốc, dẫn đến việc thành lập Đặc khu hành chính Hồng Kông. Theo Luật Cơ bản của Hồng Kông được đồng thuận, Đặc khu hành chính Hồng Kông sẽ duy trì quyền tự trị của mình trong 50 năm cho đến năm 2047, sau đó khu vực này sẽ do Trung Quốc kiểm soát hoàn toàn. Quyền tự chủ của Hồng Kông, kết thúc vào năm 2047, đã tạo ra sự tranh cãi giữa những người ủng hộ chính phủ Trung Quốc và những người không ủng hộ chính phủ Trung Quốc. Một nguồn gây tranh cãi cụ thể trong những năm gần đây là với cơ cấu của chính quyền Hồng Kông, nơi Trưởng đặc khu được chính phủ Trung Quốc bổ nhiệm trong khi các cuộc bầu cử địa phương được tổ chức trực tiếp.
Năm 2019, Hồng Kông đề xuất dự luật khiến các cuộc biểu tình xảy ra khắp Hồng Kông. Trong các cuộc biểu tình diễn ra sau đó, phe ủng hộ dân chủ đã giành được sự ủng hộ chung cùng với phong trào độc lập Hồng Kông ở một mức độ nhỏ. Nhiều nhóm chống chính phủ ủng hộ chủ nghĩa địa phương và phổ thông đầu phiếu trong tất cả các cuộc bầu cử ở Hồng Kông. Vào tháng 5 năm 2020, Đại hội Đại biểu Nhân dân Toàn quốc Trung Quốc đã thông qua một quyết định liên quan đến luật an ninh quốc gia của Hồng Kông, theo đó "ly khai" và "lật đổ" được coi là bất hợp pháp. Động thái này có nghĩa là các lời kêu gọi ủng hộ độc lập hiện là bất hợp pháp theo quyết định mới, mặc dù một số vẫn kêu gọi độc lập bất chấp những thay đổi của luật pháp. Ở Hồng Kông, phe ủng hộ dân chủ nhận được sự ủng hộ chung, mặc dù việc NPC thông qua quyết định đã khiến cho việc phản đối và tổ chức các cuộc biểu tình trở nên khó khăn hơn.

### Tân Cương
Một số nhóm nổi dậy có vũ trang đang chống lại chính phủ Trung Quốc (Cộng hòa nhân dân Trung Hoa) ở Tân Cương, cụ thể là Đảng Hồi giáo Turkestan và Tổ chức Giải phóng Đông Turkestan, mà một số người cho là có liên hệ với Al-Qaeda và Nhà nước Hồi giáo Iraq và Levant tự xưng.